# Gustaf Larsson (tandläkare)
Gustaf Larsson, född den 1 november 1830 i Ledbergs socken, Östergötlands län, död den 15 juli 1915 i Stockholm, var en svensk tandläkare, gravör, tecknare och konstsamlare.
Han var son till torparen Lars Persson och Maja Cajsa Olofdotter, från 1855 gift med Amalia Charlotta Högvall.
Larsson avlade badaremästareexamen 1853 och etablerade sig i Stockholm som badare och gravör 1854. Han tjänstgjorde under  koleraepidemin samma år vid Klara församlings sundhetsbyrå. Han studerade vid Konstakademin 1855. Efter avlagd tandläkareexamen 1861 blev han samma år praktisande tandläkare i Stockholm. Larsson var en av stiftarna av Skandinaviska tandläkarföreningen 1866. Han var censor vid tandläkareexamina 1891—1895.
Som gravör förfärdigade han ett antal sigill och stämplar, som tecknare är han representerad vid Nationalmuseum med teckningen Den sista ressourcen och som tandläkare blev han banbrytande på munhygienens område. Han var en stor samlare av mynt och miniatyrmålningar.